# Municipio de Andover (Illinois)
El municipio de Andover (en inglés: Andover Township) es un municipio ubicado en el condado de Henry en el estado estadounidense de Illinois. En el año 2010 tenía una población de 954 habitantes y una densidad poblacional de 10,07 personas por km².

## Geografía
El municipio de Andover se encuentra ubicado en las coordenadas 41°16′50″N 90°15′42″O / 41.28056, -90.26167. Según la Oficina del Censo de los Estados Unidos, el municipio tiene una superficie total de 94.74 km², de la cual 94,74 km² corresponden a tierra firme y (0 %) 0 km² es agua.

## Demografía
Según el censo de 2010, había 954 personas residiendo en el municipio de Andover. La densidad de población era de 10,07 hab./km². De los 954 habitantes, el municipio de Andover estaba compuesto por el 99,16 % blancos, el 0,1 % eran amerindios, el 0,1 % eran de otras razas y el 0,63 % eran de una mezcla de razas. Del total de la población, el 1,78 % eran hispanos o latinos de cualquier raza.